# Vaidas Kariniauskas
Vaidas Kariniauskas, né le 16 novembre 1993 à Alytus, en Lituanie, est un joueur lituanien de basket-ball évoluant au poste de meneur.

## Palmarès
- Champion de Lituanie 2015, 2022
- Champion de Roumanie 2017, 2018
- Coupe de Lituanie 2015
- Coupe de Roumanie 2017
- Finaliste du championnat d'Europe des moins de 16 ans 2009